# باشگاه فوتبال آستانه
باشگاه فوتبال آستانه (به قزاقی: Астана футбол клубы) باشگاه فوتبالی است که در شهر آستانه، قزاقستان قرار دارد. این باشگاه در سال ۲۰۰۹ با نام لوکوموتیو آستانه بنیان نهاده شد و در سال ۲۰۱۱ به نام آستانه تغییر نام داد. این باشگاه نخستین تیم از فوتبال قزاقستان است که به مرحلهٔ گروهی لیگ قهرمانان اروپا صعود کرده‌است.

## افتخارات

### لیگ
- لیگ برتر قزاقستان[۴]

قهرمان(6): ۲۰۱۴-۲۰۱۵-۲۰۱۶-۲۰۱۷-۲۰۱۸-2019
-دوم(۲) – ۲۰۰۹، ۲۰۱۳

### دیگر جام‌ها
- جام حذفی فوتبال قزاقستان[۴]

قهرمان(۲) – ۲۰۱۰، ۲۰۱۲
- سوپر جام قزاقستان[۴]

قهرمان(۲): – ۲۰۱۱، ۲۰۱۵
دوم(۱) – ۲۰۱۳